# Brasserie de l'Abbaye de Neuzelle
 (mars 2021).
Si vous disposez d'ouvrages ou d'articles de référence ou si vous connaissez des sites web de qualité traitant du thème abordé ici, merci de compléter l'article en donnant les références utiles à sa vérifiabilité et en les liant à la section « Notes et références ».
La brasserie de l'Abbaye de Neuzelle (Klosterbrauerei Neuzelle GmbH) est une brasserie à Neuzelle, dans le Land de Brandebourg, en Allemagne. Elle est fondée en 1589 par l'abbaye voisine. Elle produit principalement des spécialités de bière blonde allemande : la bière noire Schwarzer Abt (Abbé noir), de la porter et des bières fruitées.
La brasserie compte une quarantaine d'employés (2010) et produit 40 000 hectolitres de bières par an, dont environ 5 % sont exportés. Le propriétaire et directeur est Helmut Fritsche.

## Histoire
En 1416, les paysans doivent payer sept mass de houblon en intérêts à l'abbaye. Toutefois ce n'est qu'en 1589 que l'empereur Rodolphe II du Saint-Empire autorise la vente de la bière dans les alentours. En 1817, la sécularisation du monastère et de la brasserie a lieu. La brasserie connaît un incendie grave en 1892 et est reconstruite en 1902. La brasserie est en 1948 expropriée et nationalisée. En 1968, le nom devient simplement Brauerei Neuzelle. Après la fin de la RDA, la brasserie reprend son nom d'origine et est privatisée en 1992.
Par la suite, un différend se pose autour de la Schwarzer Abt qui ne correspond plus avec la Reinheitsgebot, car on ajoute du sucre lors de la fermentation. La Schwarzer Abt est faite selon une recette écrite il y a quatre cents ans, avec déjà du sucre. Le litige opposant la brasserie au gouvernement régional de Brandebourg se termine après treize années de procédures par un jugement du tribunal administratif fédéral en faveur de la brasserie.
Dans les années 2000, la brasserie produit des bières spécifiques : bière sans gluten, bière probiotique, bière à la cerise et à la pomme, bières sans alcool...

## Production

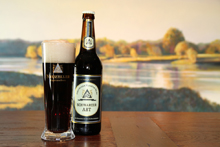
La Schwarzer Abt

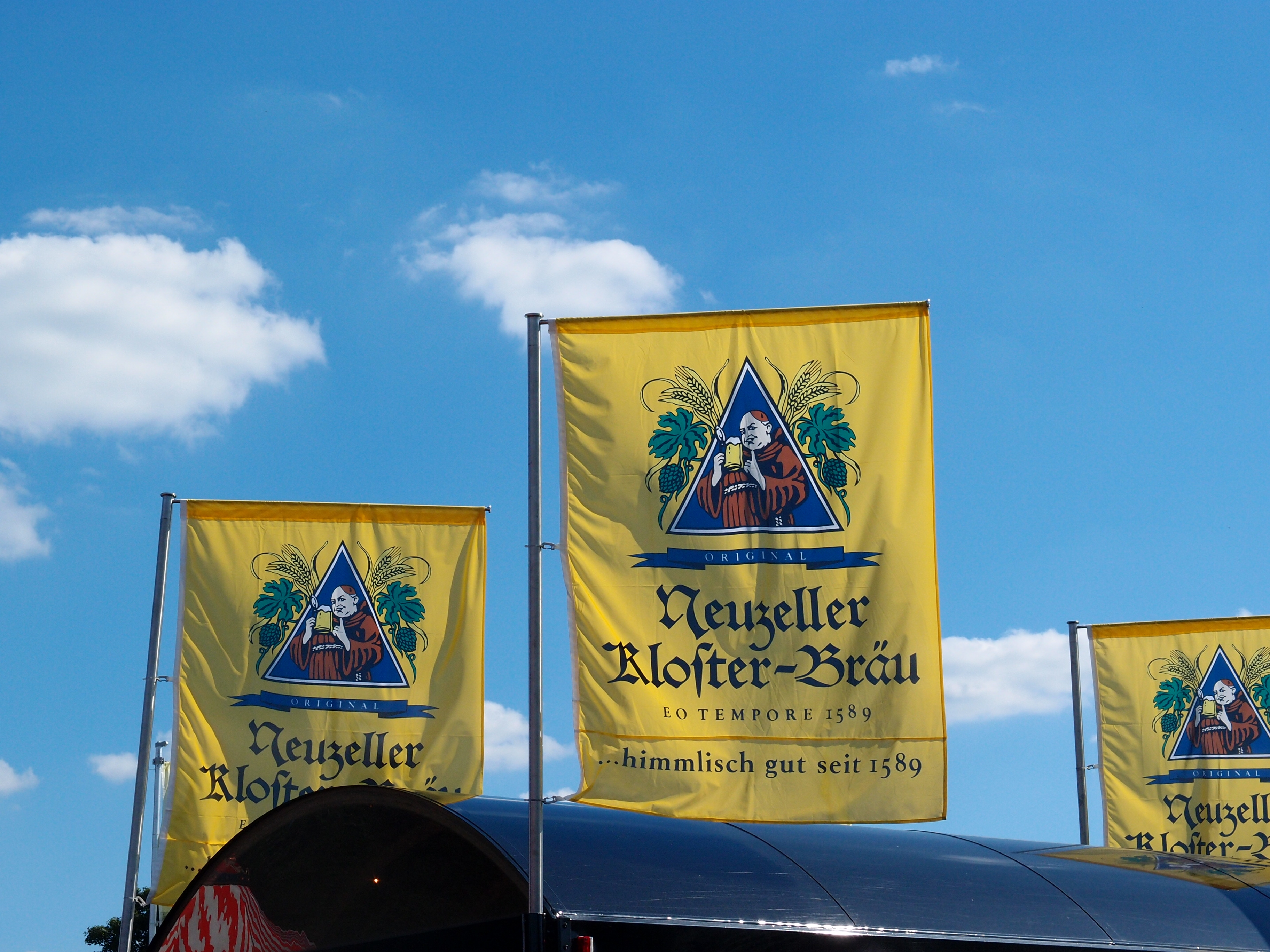
Logo

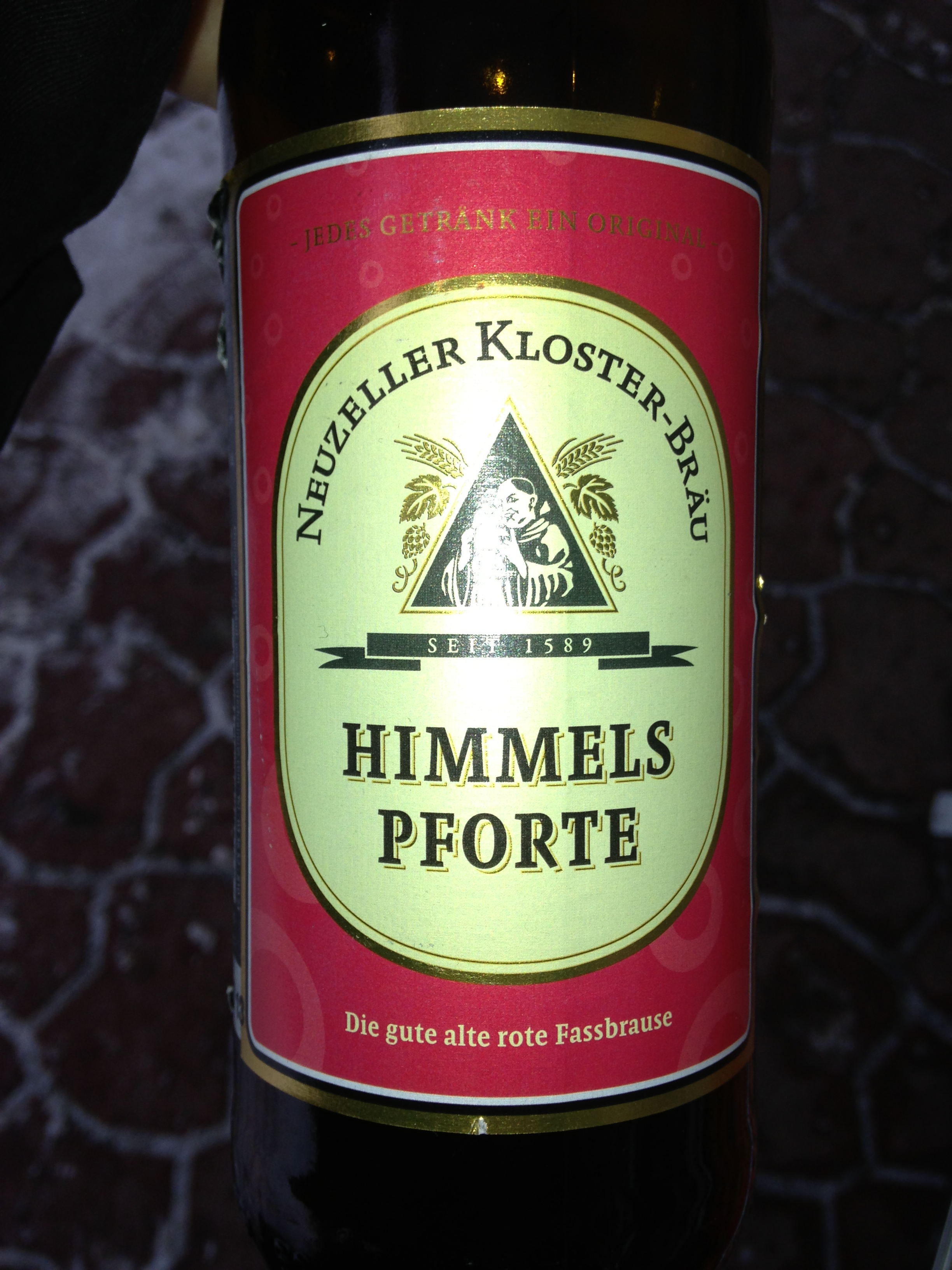
Neuzelle Klosterbrauerei Himmelspforte

Bière abbatiale:
- Schwarzer Abt
- Neuzeller Pilsner
- Neuzeller Bock
- Neuzeller Porter[1]
- Neuzeller Malz

Bières aromatisées:
- Apl El Verde & Kir[2]
- Kirsch-Bier
- Apfel-Bier
- Radler Fritz,
- Spargel-Bier[3],
- Kartoffel-Bier[4]

Bières de bien-être:
- Anti Aging Bier
- Original Badebier
- Marathon
- Lebensfreude glutenfrei

Boissons non alcoolisées:
- Himmelspforte
- Kirsch-Bier 0,0
- Apfel-Bier 0,0
- Berlinade Himbeer-Kirsch
- Berlinade Pflaum-Mirabelle

Cuvées spéciales:
- Kir la Rouge 0,2l
- Apl El Verde 0,2l
- Kirsch Royal 0,75l
- Bière du Gourmet 0,75l
- Schwarzer Abt 2,0l

Bières de tradition:
- Enki-Bier
- Schlaubetaler Landbier
- Seelsorger
- Winzerbier